# Chieve
Chieve ist eine norditalienische Gemeinde (comune) mit 2280 Einwohnern (Stand 31. Dezember 2023) in der Provinz Cremona in der Lombardei. Die Gemeinde liegt etwa 39 Kilometer nordwestlich von Cremona und grenzt unmittelbar an die Provinz Lodi.

## Geschichte
Von 1809 bis 1816 war die Gemeinde Teil von Capergnanica.

## Verkehr
Durch die Gemeinde führt die frühere Strada statale 235 di Orzinuovi von Pavia nach Brescia.